# Humberto Carrillo
 (juillet 2021).
Humberto Garza Carrillo (né le 20 octobre 1995 à Monterrey) est un catcheur (lutteur professionnel) mexicain. Il travaille à la World Wrestling Entertainment, dans la division SmackDown et à la Lucha Libre AAA Worldwide, sous le nom de Berto. Il est l'actuel champion du monde par équipes de la AAA avec Angel.
Auparavant, il combattait au Mexique, utilisant le nom de ring d'Último Ninja.

## Carrière de lutteur professionnel

### Début de carrière (2012-2018)
Le 16 décembre 2012, Carrillo commence sa carrière de lutteur professionnel sous le pseudonyme d'Último Ninja, lorsqu'il se produit au Wrestling de Monterrey, où il fait équipe avec El Ninja Jr. dans un affrontement gagnant contre Genocida et The Beast. Último Ninja lutte ensuite les six prochaines années dans d'autres promotions mexicaines, dont Casanova Pro, Nueva Generacion Xtrema, Lucha Libre Del Norte, Lucha Libre Azteca, The Crash Lucha Libre, Chilanga Mask, Empresa Regiomontana de Lucha Libre, RIOT Wrestling Alliance, Promociones MDA et beaucoup d’autres. Au cours de sa carrière au Mexique, Último Ninja remporte de nombreux championnats dont le championnat par équipes PCLL, le championnat par équipes LyC Tag, le championnat par équipes Crash Tag et le championnat mondial WWA des poids moyens. 
Último Ninja dispute également la Pro Wrestling Noah, la Baja Stars USA, la Martinez Entertainment Lucha Libre Mexicana et la Major League Wrestling.

### World Wrestling Entertainment (2018-...)

#### Débuts àNXT(2018-2019)
Le 23 août 2018, il commence à concourir dans la World Wrestling Entertainment et signe son contrat officiel le 18 octobre 2018, avec d'autres recrues. Le 19 septembre à NXT, il perd face à Jaxson Ryker.
Le 5 décembre à NXT, il fait son retour à la télévision. Il perd avec Raul Mendoza contre Steve Cutler et Wesley Blake de The Forgotten Sons. Le 16 janvier 2019 à NXT, il perd face à Johnny Gargano.
Le 15 janvier 2019 à 205 Live, il fait ses débuts en répondant au défi ouvert du champion Cruiserweight de NXT, Buddy Murphy, match qu'il perd ensuite. Malgré cela, le directeur général Drake Maverick révèle, après le spectacle, qu'il rejoint 205 Live et participera au tournoi mondial WWE Worlds Collide au Royal Rumble Axxess. La semaine suivante, il remporte sa première victoire dans la division en battant Gran Metalik. Le 5 février à 205 Live}, il perd le Fatal 4-Way Elimination Match, ne devenant pas aspirant n°1 au titre de champion Cruiserweight à Elimination Chamber, au profit d'Akira Tozawa. Le 27 août à 205 Live, il bat Oney Lorcan et devient aspirant n°1 pour le titre de champion Cruiserweight à Clash of Champions. Le 15 septembre lors du pré-show à Clash of Champions, il perd le Triple Threat Match pour le titre Cruiserweight, conservé par Drew Gulak, ce match incluant également Lince Dorado.

#### Draft àRaw(2019-2021)
Le 14 octobre à Raw, il est annoncé être transféré dans le show rouge par Stephanie McMahon. La semaine suivante à Raw, il fait ses débuts face au champion Universel, Seth Rollins, mais perd le combat. Après la rencontre, les deux hommes échangent une poignée de mains. Le 31 octobre lors du pré-show à Crown Jewel, il remporte un 20-Man Royal Rumble avec pour enjeu un match de championnat pour le titre des États-Unis de la WWE face à AJ Styles. Plus tard dans la soirée, il perd à nouveau face à ce dernier et ne remporte pas, une nouvelle fois, le titre. Le 15 décembre lors du pré-show à TLC, il bat Andrade (accompagné de Zelina Vega).
Le 26 janvier 2020 lors du pré-show au Royal Rumble, il ne remporte pas le titre des États-Unis de la WWE, battu par Andrade. Le 8 mars à Elimination Chamber, il ne remporte pas le titre des États-Unis de la WWE battu par Andrade. 
Le 22 novembre lors du pré-show aux Survivor Series, il ne remporte pas la Dual Brant Battle Royal, battu par le Miz. 
Le 9 avril 2021 à SmackDown special WrestleMania, il ne remporte pas la Andre the Giant Memorial Battle Royal, gagnée par Jey Uso.
Le 12 juillet à Raw, il ne remporte pas le titre des États-Unis de la WWE, battu par Sheamus, de retour de blessure et qui l'a attaqué dans les coulisses avant le match. Le 20 septembre à Raw, il effectue un Heel Turn en s'alliant avec son cousin Angel Garza, et ensemble, ils battent Mustafa Ali et Mansoor.

#### Draft àSmackDown(2021-2023)
Le 5 octobre, son cousin et lui sont annoncés être officiellement transférés au show bleu.[réf. nécessaire] Le 21 novembre aux Survivor Series, il ne remporte pas la Dual Brand Battle Royal, gagnée par Omos.
Le 31 mars 2023 à WrestleMania SmackDown, il ne remporte pas la André the Giant Memorial Battle Royal, gagnée par Bobby Lashley.

## Vie privée
Humberto Carillo est le cousin de Humberto Garza Solano, le neveu d'Héctor Garza, le petit-fils d'Humberto Garza, le petit-neveu de Mario Segura, le cousin de Máscara Púrpura, le cousin de El Ninja Jr. et le cousin de El Sultán. Le 11 avril 2019, il se fiance avec sa petite amie. Le 27 juillet 2019, il épouse Tania Ramirez.

## Palmarès
- Casanova Pro/Producciones Casanova
  - PCLL Tag Team Championship (1 fois) – avec Epidemius
- Llaves y Candados
  - LyC Tag Team Championship (1 fois) – avec Garza Jr.
  - WWA World Middleweight Championship (1 fois)
- The Crash Lucha Libre
  - The Crash Tag Team Championship (1 fois) – avec Garza Jr.

## Récompenses des magazines
- Pro Wrestling Illustrated

| Année | 2019 | 2020 | 2021 |
| ----- | ---- | ---- | ---- |
| Rang  | 359  | 91   | 433  |